# Embia shoa
Embia shoa är en insektsart som beskrevs av Ross 2006. Embia shoa ingår i släktet Embia och familjen Embiidae. Inga underarter finns listade i Catalogue of Life.